# Čistý byl svět
Čistý byl svět (2010) je první studiové sólové album Jana Řepky, písničkáře z dua Nestíháme. Obsahuje 13 autorských písní, v sedmi z nich zpívá jako host také Josefina Žampová.
Booklet vytvořil Jan Řepka.
Písničky Málo je času a Po čem toužíš ty? už vyšly na albech Nestíháme (Nestíháme, 2006 resp. Víceméně v klidu, 2007), obě pak spolu s Čistý byl svět a P. S. zpívá Řepka s Žampovou na autorizovaném bootlegu V kapli sv. Anny (2009).

## Seznam písniček
1. Čistý byl svět
2. Ten vítr nechytíš
3. Jsem žena
4. Dnes jsem sám
5. Málo je času
6. Tady a teď
7. Lenko
8. Houpací křeslo
9. Neopustíš mě ty – neopustím tě já
10. Až se vdáš
11. Po čem toužíš ty?
12. Zahřej mě
13. P. S.

## Obsazení
- Jan Řepka – zpěv (1–13), kytara, harmonika
- Josefina Žampová – zpěv (1, 3, 5, 6, 9, 11, 13)